# Rambler American
Rambler American – samochód osobowy klasy kompaktowej produkowany przez amerykański koncern AMC w latach 1958–1969.

## Pierwsza generacja

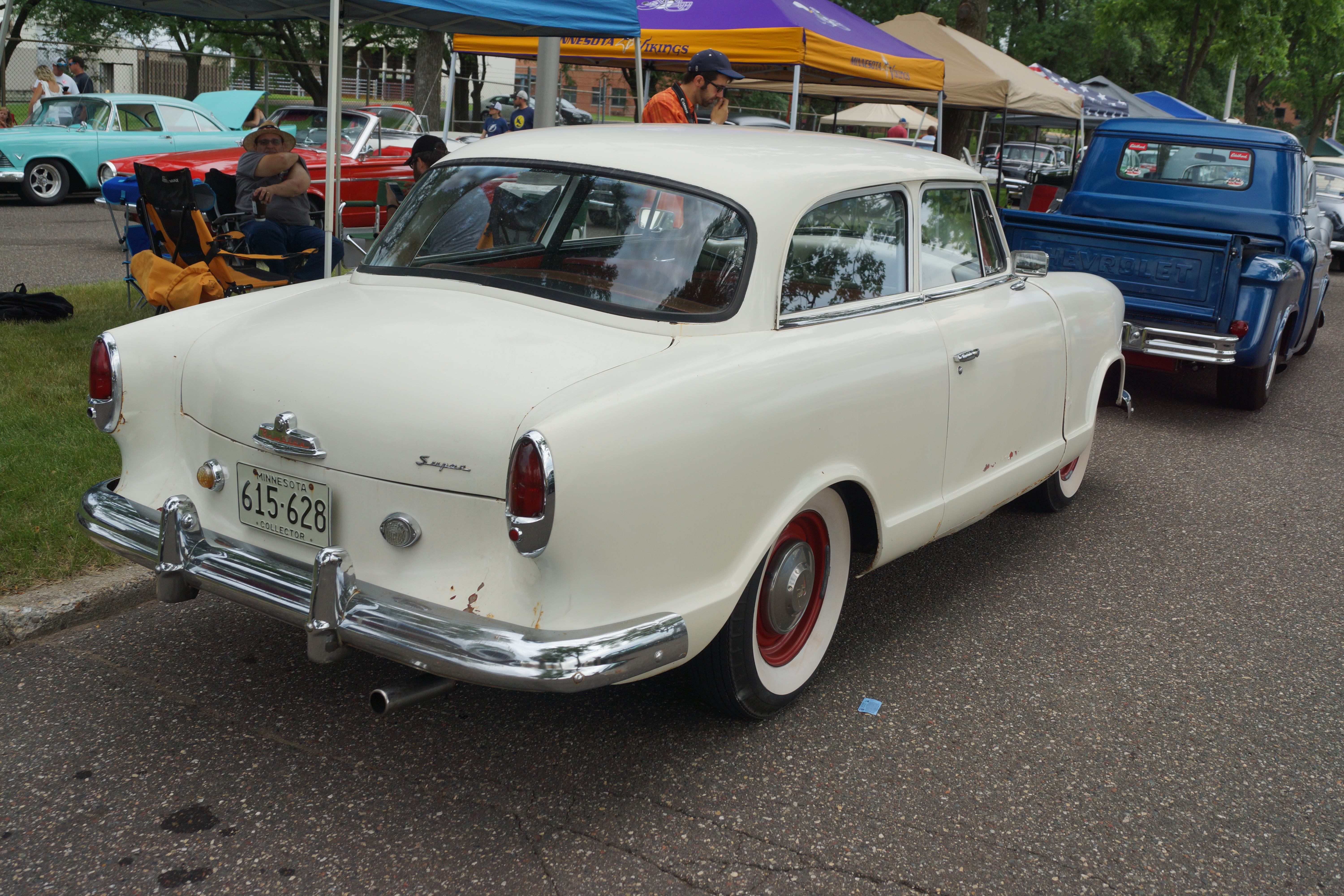
Rambler American I - tył

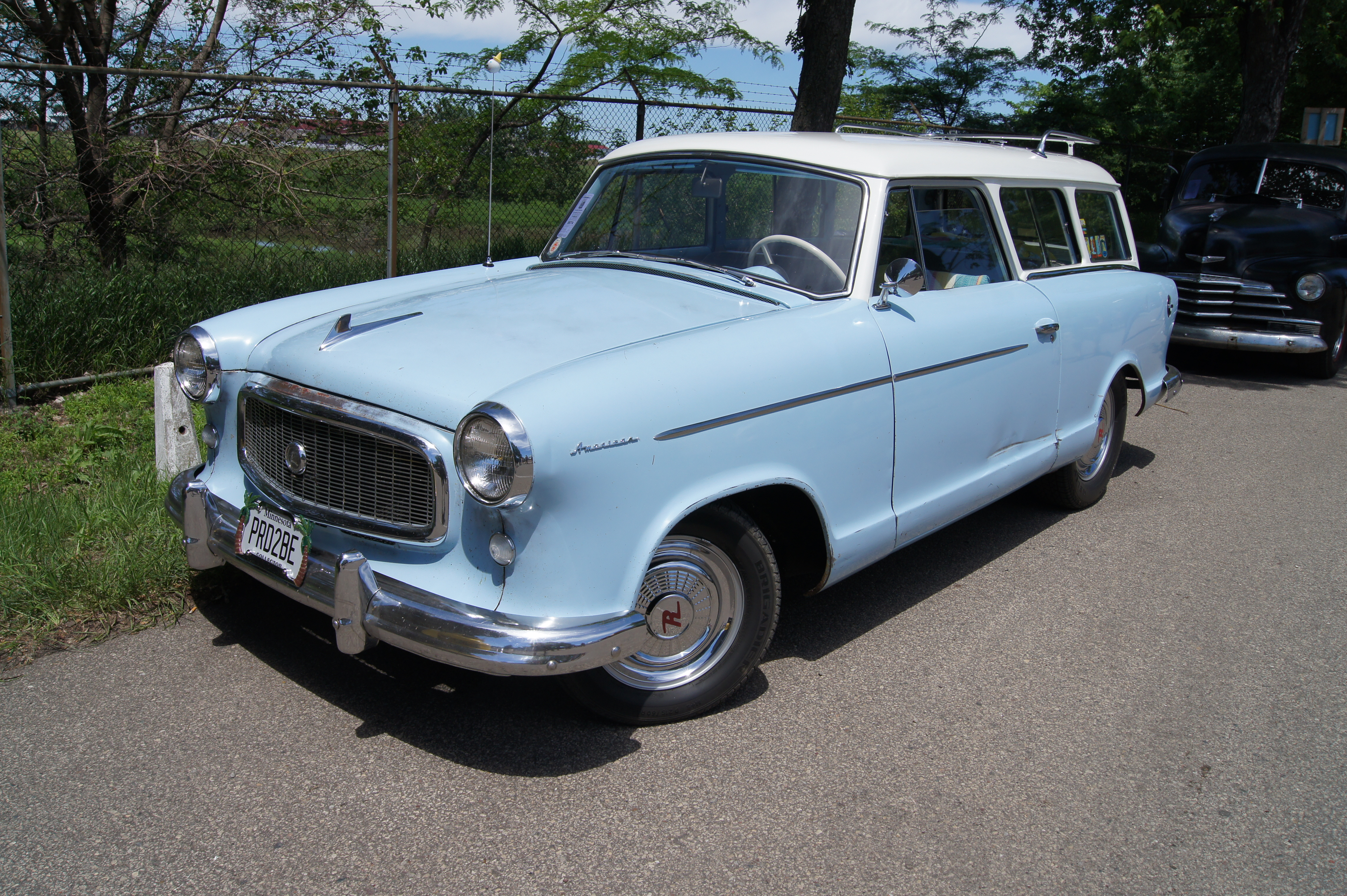
Rambler American I Kombi

Rambler American został zaprezentowany po raz pierwszy w 1958 roku.
Rambler American wywodzi się z samochodu Nash Rambler, wprowadzonego na rynek w 1950 roku przez firmę Nash Motors, który był jednym z pierwszych amerykańskich samochodów kompaktowych. Charakteryzował się samonośnym nadwoziem o rozstawie osi 100 cali (2540 mm); mniejszym od dominujących samochodów na rynku amerykańskim. W 1953 roku Rambler został znacznie przestylizowany przez włoskie studio Pininfarina, a od 1955 roku produkowany był przez nowy koncern American Motors, który przejął markę Nash. W 1956 roku zastąpiła go nowa generacja modelu Rambler, występująca jedynie w wersji czterodrzwiowej o dłuższym rozstawie osi 108 cali (2743 mm). Z uwagi jednak na duży popyt na mniejsze samochody, w 1958 roku modelowym koncern American Motors postanowił wznowić produkcję przestylizowanego oryginalnego dwudrzwiowego Ramblera o rozstawie osi 100 cali, który otrzymał nazwę American.
Przy rozstawie osi równym 2540 mm długość nadwozia wynosiła 4528 mm. Jako źródło napędu wykorzystano silnik R6 3,2 l o mocy maksymalnej 91 KM (67 kW). Pierwszy rocznik dostępny był wyłącznie jako 2-drzwiowy sedan. W 1959 dodano wariant 2-drzwiowe kombi. Poziom sprzedaży rocznika 1959 wyniósł 91 491 egzemplarzy, w tym 32 639 kombi.
W 1960 roku do oferty dołączył 4-drzwiowy sedan. Moc silnika dla wersji Custom wzrosła do 127 KM (93 kW). Poziom sprzedaży ciągle wzrastał, nabywców znalazło 120 603 egzemplarzy rocznika 1960.

### Silnik
- L6 3.2l

## Druga generacja

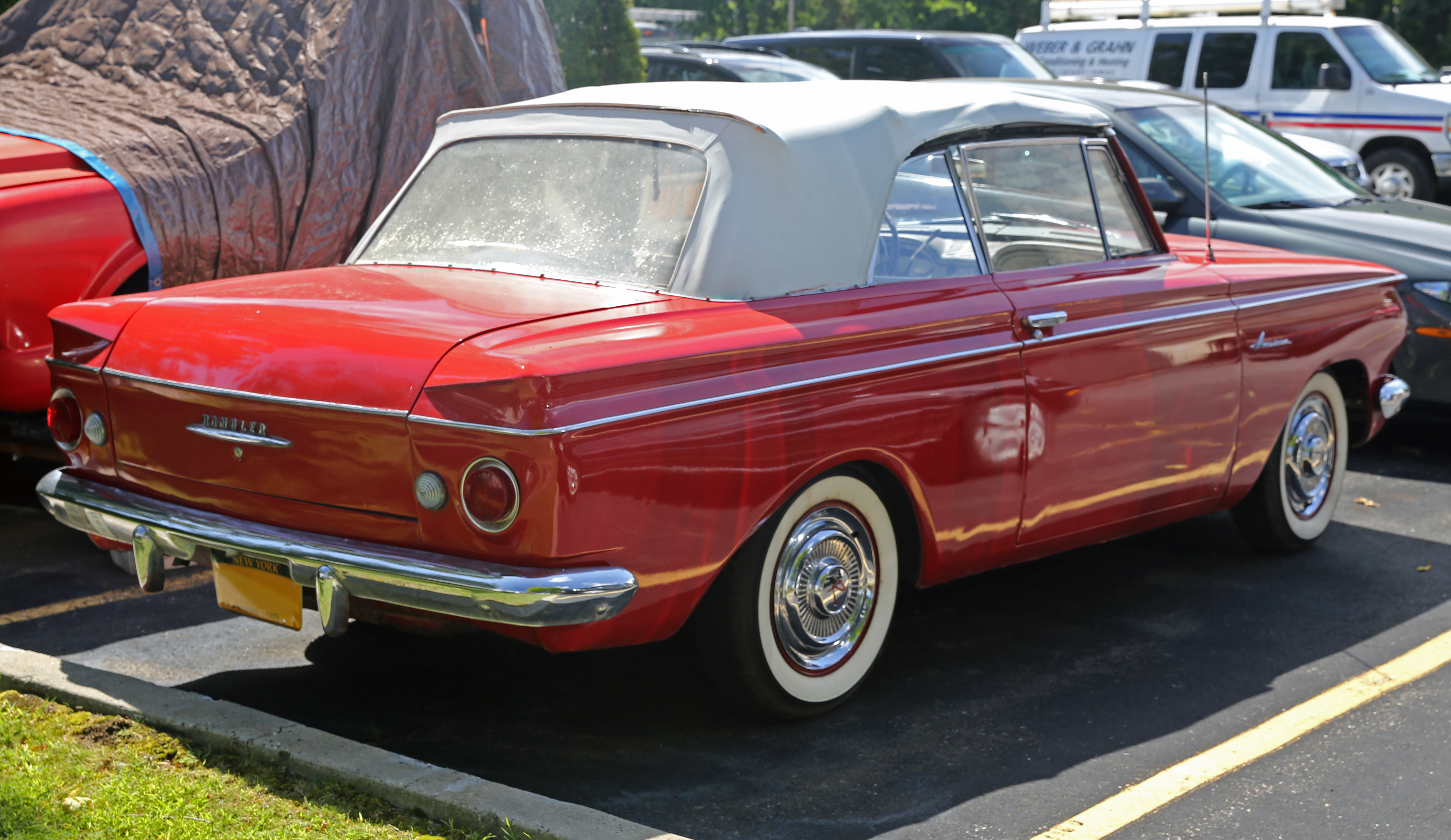
Rambler American II - tył

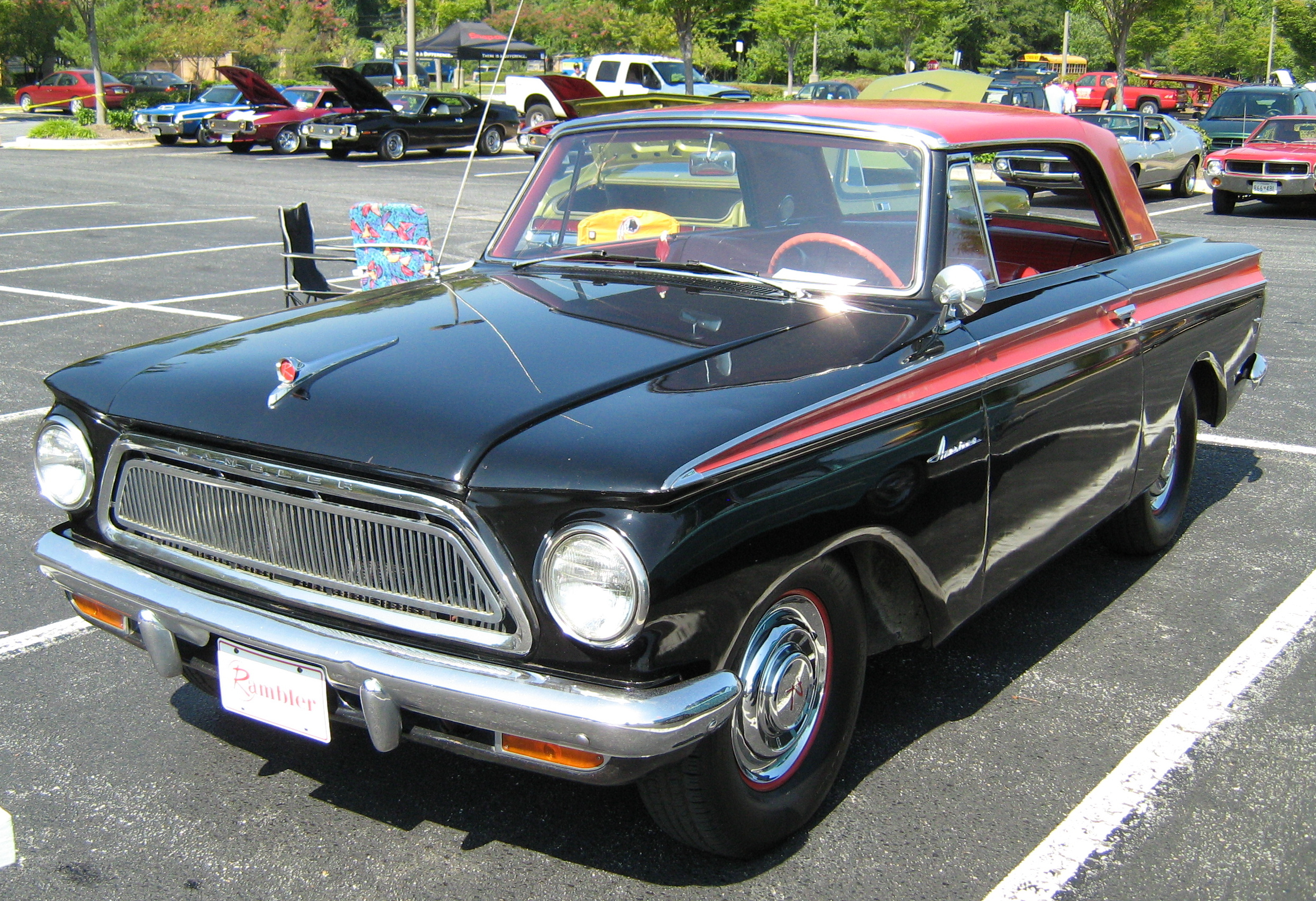
Rambler American II Coupe

Rambler American II został zaprezentowany po raz pierwszy w 1961 roku.
Druga generacja Americana przeszła obszerne modyfikacje wizualne, porzucając obłe i zaokrąglone proporcje poprzednika na rzecz sylwetki z wyraźniej zaznaczonymi krawędziami. Z przodu pojawiła się duża, szeroka atrapa chłodnicy, z kolei kantyn nadwozia zdobiły chromowane linie.
Do gamy wersji nadwoziowych dołączył 2-drzwiowy kabriolet oraz 4-drzwiowe kombi. Do napędu służył wciąż ten sam silnik R6 3,2 l. W połowie 1963 wprowadzono najmocniejszą wersję Americana 2. generacji - 440-H. Silnik wzmocniono do 140 KM (103 kW).

### Silnik
- L6 3.2l

## Trzecia generacja

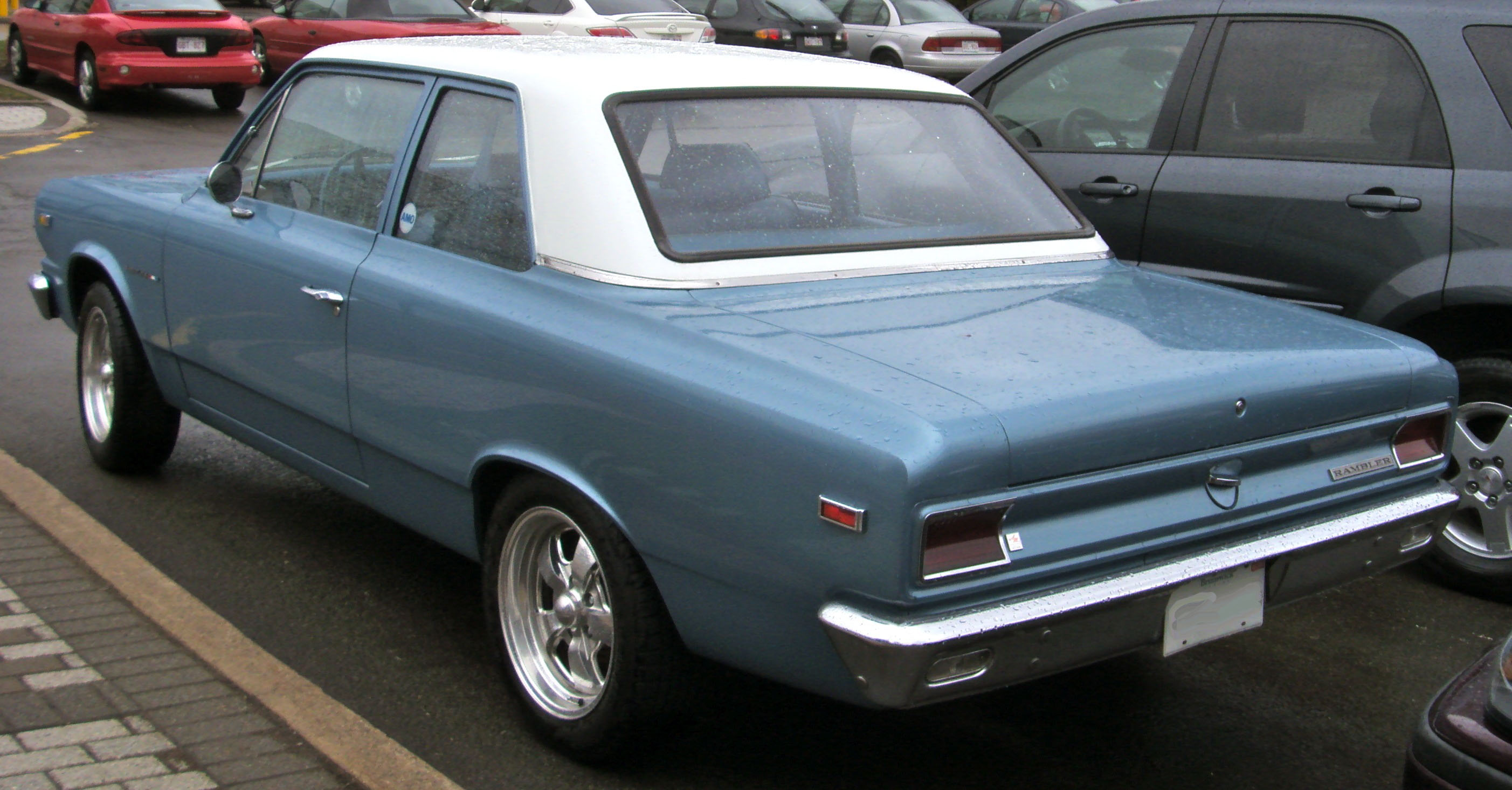
Rambler American III - tył

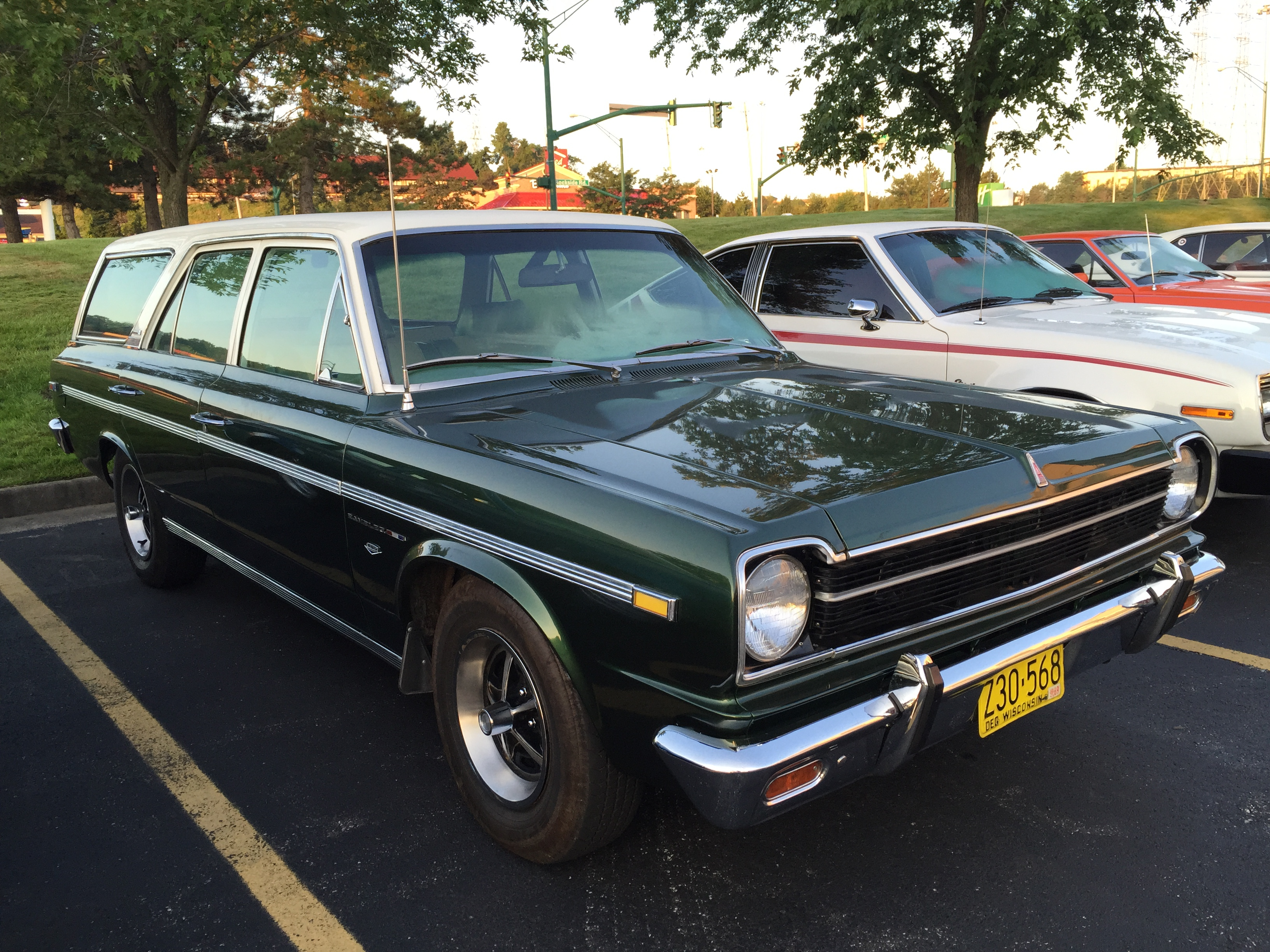
Rambler American III Kombi

Rambler American III został zaprezentowany po raz pierwszy w 1964 roku.
Trzecia i ostatnia generacja Ramblera Americana zyskała bardziej kanciastą formę nadwozia, zyskując liczne przetłoczenia zdobiące panele boczne nadwozia i maskę. Nawiązując do większych modeli Ramblera, nadwozie zyskało dwukolorowe malowanie nadwozia i podłużną tylną część nadwozia.
Do gamy jednostek napędowych dołączyły nowe silniki: R6 3.3 i 3.8 oraz V8 4.8, 5.6 i 6.4 (w kolejnych latach produkcji). Ostatni Rambler został wyprodukowany 30 czerwca 1969 roku.

### Silniki
- L6 3.2l
- L6 3.3l
- L6 3.8l
- V8 4.8l
- V8 5.6l
- V8 6.4l